# Michael Ernst Bär
Michael Ernst Bär (* 10. Juli 1855 in Pottschapplitz; † 26. Februar 1923 in Zwickau) war ein deutscher Unternehmer und freisinniger Politiker.

## Leben und Wirken
Der Sohn des Gutsbesitzers August Bär in Großhänchen besuchte eine dreiklassige Volksschule in Uhyst am Taucher. Anschließend arbeitete er zwei Jahre auf dem väterlichen Gut, bevor er eine kaufmännische Lehre in Bischofswerda und Bautzen absolvierte. 1875/76 leistete er als Freiwilliger einen einjährigen Militärdienst ab. Anschließend war er von 1876 bis 1878 als Handlungsgehilfe in Bautzen tätig, bevor er sich in Zwickau niederließ, wo er zunächst bis 1885 als Handlungsreisender arbeitete. Seit dem 1. Juli 1885 war er gemeinsam mit Alfred Dietrich Inhaber der Firma Dietrich & Bär in Zwickau. 1893 wurde er alleiniger Inhaber der Firma. Zusätzlich war er seit 1890 noch Mitinhaber der Dampfziegelei Bär & Co. 1914 wurde er zum Kommerzienrat ernannt. Bär war 1890 bis 1906 Vorstandsmitglied und von 1906 bis 1918 Vorstandsvorsitzender der Zwickauer Kaufmannschaft.
Politisch engagierte sich Bär von 1899 bis 1910 als Stadtverordneter von Zwickau. 1905 wurde er im Wahlkreis Zwickau in die II. Kammer des Sächsischen Landtags gewählt, der er bis zu deren Auflösung 1918 angehörte. Von 1907 bis 1909 bekleidete er dort das Amt des stellvertretenden 2. Sekretärs. Von 1909 bis 1915 fungierte er als 2. Vizepräsident der Kammer.